# غوس ماكفيرسن
غوس ماكفيرسن (بالإنجليزية: Gus MacPherson)‏ (و. 1968  م) هو لاعب كرة قدم، ومدرب كرة قدم بريطاني، ولد في غلاسكو، مركز لعبه هو مُدَافِع.

## التعليم
تعلم في Lenzie Academy ‏
.

## روابط خارجية
- غوس ماكفيرسن على موقع قاعدة بيانات كرة القدم.إي يو (الإنجليزية)
- غوس ماكفيرسن على موقع Soccerbase.com (لاعب) (الإنجليزية)
- غوس ماكفيرسن على موقع Soccerbase.com (مدرب) (الإنجليزية)